# Sutter’s Fort
Sutter’s Fort State Historic Park ist ein State Park in Sacramento, der Hauptstadt Kaliforniens. Sutter’s Fort war das Zentrum der 1839 von Johann August Sutter gegründeten Privatkolonie Neu-Helvetien.

## Geographische Lage
Das Fort liegt nahe der Mündung des American River in den Sacramento River, östlich an das heutige Zentrum von Sacramento angrenzend.

## Geschichte

### Vorgeschichte
Am 2. Juli 1839 erreichte Sutter, per Schiff vom russischen Nowo-Archangelsk (Sitka) kommend, den Hafen von Yerba Buena – wie die damals mexikanische Stadt San Francisco hieß. Sein Plan war, eine Ansiedlung im Tal des Sacramento zu gründen. Wegen der Einwanderungsformalitäten musste Sutter aber zunächst nach Monterey, der Hauptstadt der Territorien Alta California und Baja California. Er erbat sich vom mexikanischen Gouverneur Juan Bautista Alvarado eine Landzuweisung. Alvarado war daran interessiert, Sutter als Siedler für das Sacramento-Tal zu gewinnen, das bis dahin ausschließlich von wilden Indianerstämmen besiedelt war. Sutter gab sich als Katholik aus, konnte glaubhaft machen, dass er nicht die Interessen der Briten, Russen oder Amerikaner verfolge und wollte nicht an der allseits beliebten Küste Kaliforniens siedeln. Nach eigenem Bekenntnis wollte er sich deutlich von den mexikanischen Siedlungen absetzen um nicht deren Einfluss ausgesetzt zu sein. Er segelte zurück nach Yerba Buena, wo er am 7. Juli ankam. Er verkaufte sein Seeschiff und mietete sich drei für den Fluss taugliche Wasserfahrzeuge um von dort den Sacramento aufwärts bis zum American River zu fahren. Mit einer kleinen Gruppe – zu der zwei deutsche Zimmerleute, einige in Yerba Buena angeheuerte Seeleute und Handwerker, sowie acht Hawaiianer gehörten – startete Sutter. Seine Expedition kam bis zur Mündung des Feather River und kehrte dann um zur Mündung des American River. Ein Teil der Mannschaft wollte nach Yerba Buena zurück, da die Wildnis wenig gastlich erschien. Nur drei Weiße, ein Indianer und die acht Hawaiianer blieben bei Sutter. Am 13. August 1839 begannen sie mit dem Aufbau der Siedlung Nueva Helvetia. Die Hawaiianer errichteten sich zunächst Grashütten und für Sutter und die Werkstätten wurde ein einstöckiges Haus aus Lehmziegeln errichtet. Die Siedler begannen Viehzucht und Ackerbau, wobei sich Sutter zunächst erheblich verschulden musste, um das Saatgut und den Grundstock für die Herden zu finanzieren. Die Siedlung wuchs beständig und im Herbst 1840 arbeiteten 20 Weiße und eine große Zahl an Indianern für Sutter.
Am 29. August 1840 wurde Sutter mexikanischer Staatsbürger und erhielt am 18. Juni 1841 von Alvarado die gewünschte Landzuweisung von 11 square leagues (= 197 km²), die nach mexikanischem Recht maximal mögliche Zuweisung. Dies entspricht nahezu der Größe von Stuttgart.
|  | 24. August 1821   | Mexiko wurde ein von Spanien unabhängiger Staat und Kalifornien eine mexikanische Provinz |
|  | 1836              | die Kalifornier errangen in einem Aufstand gegen die mexikanische Zentralregierung mehr Autonomie und ihr Anführer Juan Bautista Alvarado wurde zum Gouverneur ernannt |
|  | 1839              | Johann August Sutter gründete die Siedlung Nueva Helvetia im Tal des Sacramento |
|  | 29. August 1840   | Sutter wurde mexikanischer Bürger |
|  | 18. Juni 1841     | Sutter erhielt eine Landzuweisung und begann im Sommer mit dem Bau von Sutter's Fort |
|  | 1842              | der mexikanische Präsident Antonio López de Santa Anna ersetzte den Kalifornier Juan Bautista Alvarado als Gouverneur durch den Mexikaner Manuel Micheltorena |
|  | März 1844         | John C. Frémont erreichte mit seiner US-amerikanischen Vermessungsexpedition Sutter's Fort |
|  | 5. Februar 1845   | Sutter erhielt von Gouverneur Manuel Micheltorena eine weitere Landzuweisung die doppelt so groß ist wie sein bisheriger Besitz |
|  | 20. Februar 1845  | in der zweiten Schlacht am Cuhuenga Pass wurde der mexikanische Gouverneur Manuel Micheltorena von aufständischen Kaliforniern geschlagen, worauf er zurücktrat und durch Pio Pico ersetzt wurde. Johann August Sutter der auf Seiten Micheltorenas kämpfte geriet in Gefangenschaft. |
|  | 11. November 1845 | Sutter erhielt ein Kaufangebot der Kalifornier für Sutter's Fort |
|  | März 1846         | die spanischstämmigen Kalifornier versuchten mit der Junta von Monterey ein unabhängiges Kalifornien zu gründen und sich aus dem bevorstehenden Krieg zwischen den USA und Mexiko herauszuhalten                                                                                      |
|  | 13. Mai 1846      | Beginn des Mexikanisch-Amerikanischen Krieges |
|  | 14. Juni 1846     | in Sonoma wurde von amerikanischen Siedlern die Republik Kalifornien ausgerufen |
|  | Juli 1846         | Freikorps unter Frémont schlagen die Truppen der Junta von Monterey und erobern Monterey |
|  | 11. Juli 1846     | über Sutter's Fort wurde die amerikanische Flagge gehisst |
|  | 13. Januar 1847   | der Vertrag von Cahuenga beendet den Krieg in Ober-Kalifornien |
|  | 24. Januar 1848   | James W. Marshall fand bei Sutter’s Mill Gold und löste damit den Kalifornischen Goldrausch aus |
|  | 2. Februar 1848   | durch den Vertrag von Guadalupe Hidalgo wurde der mexikanisch-amerikanische Krieg beendet und Kalifornien wurde ein Territorium der Vereinigten Staaten |
|  | 9. September 1850 | Kalifornien wurde als 31. Bundesstaat in die Union aufgenommen |
|  | 1893              | Die Renovierung des Forts war abgeschlossen |
|  | 1947              | Das California Department of Parks and Recreation übernimmt das Fort |

### Das Fort

Grundriss von Fort Sutter

Im Sommer 1841 begann Sutter dann mit dem Bau des Forts zum Schutz gegen Indianerüberfälle aber auch zum Schutz gegen neidische Kalifornier, wie Sutter in seinen Erinnerungen schreibt. Das große Hauptgebäude wurde mit einer Mauer von 5½ Metern Höhe umgeben, die aus luftgetrockneten Lehmziegeln erstellt wurde und 76 cm stark war. Der so eingefriedete Raum war ca. 7000 m² groß und hatte im Norden, Süden und Westen je ein Tor. In zwei Ecken ließ er bastionsartige Türme mit 1,50 m dicken Mauern errichten, die jeweils mit zwei Neunpfündern und zwei Sechspfündern bestückt waren. Insgesamt waren im Fort 12 Kanonen. Das Hauptgebäude hatte 2½ Stockwerke und war ebenfalls aus luftgetrockneten Lehmziegeln gebaut. Decken und Innenwände waren aus Eichenholzbrettern gefertigt. Innerhalb der Einfriedung wurden Baracken für seine 150 Mann starke Indianertruppe, Wohnungen, Werkstätten, eine Mühle, eine Bäckerei, eine Manufaktur für Wolldecken, sowie eine Gerberei gebaut. Diese Bauten waren an der Innenseite der Umfassungsmauer platziert. Es dauerte vier Jahre, bis das Fort diesen Ausbauzustand erreicht hatte.

### Kalifornien wird erkundet – das Fort findet Interesse
Kalifornien war zwar eine mexikanische Provinz, aber mehrere Großmächte hatten ein Auge auf das Territorium geworfen und erkundeten das wirtschaftliche Potential.
Das Russische Kaiserreich unterhielt über die Russisch-Amerikanische Kompagnie einen Stützpunkt in Fort Ross. Das Königreich Großbritannien verfolgte seine Interessen über die Hudson’s Bay Company in Vancouver, die jährlich Pelzjäger nach Kalifornien entsandte. Auch das Königreich Frankreich schickte einen Mitarbeiter seiner Botschafter in Mexiko, Eugène Duflot de Mofras auf Erkundungstour und ließ den Aufwand zur Kolonisierung berechnen. Im September 1841 besuchte de Mofras das Fort.
Das massivste Interesse und die aggressivste Vorgehensweise zeigten die Vereinigten Staaten.
Sutter stand in geschäftlichem und gesellschaftlichem Verkehr mit allen und lotete auch seine Möglichkeiten aus, sein Territorium zu einem von Mexiko unabhängigen Gebilde unter einer Schutzmacht auszubauen. Sein Fort war Anlaufpunkt bei allen Erkundungen.
Am 23. August 1841 erreichte eine Abteilung der Expedition von Charles Wilkes unter Leutnant Cadwalader Ringgold Sutter's Fort. Mit dieser Gruppe reiste auch Charles Pickering.
Eine weitere Gruppe von Wilkes Expedition unter Leutnant George F. Emmons zu der auch James Dwight Dana gehörte, erreichte das Fort am 19. Oktober 1841.
1842 besuchte auch der schwedische Wissenschaftler, G. M. Waseurtz af Sandels, das Fort auf seiner Kalifornien Expedition.
Am 6. März 1844 erreichte John C. Frémont mit seiner Vermessungsexpedition, die Kit Carson als Pfadfinder hatte, Sutter's Fort, wo die Expedition sich bis 24. März erholte und mit frischen Vorräten versehen wurde.

### Das Fort als Tor für die Einwanderer
Für die Einwanderung von den Vereinigten Staaten nach Kalifornien war Sutter's Fort eine Schlüsselstellung. Die Einwanderer kamen via California Trail und überquerten die Sierra Nevada entweder über den Donner Pass oder den Carson Pass. Eine zweite Einwanderungsroute verlief von Oregon durch das Sacramento-Tal nach Süden. Auf beiden Routen passierten die meisten Einwanderer Sutter's Fort, wo ihnen J. A. Sutter in seiner Eigenschaft als mexikanischer Beamter Pässe ausstellte, die in Kalifornien und auch in ganz Mexiko gültig waren. Als Mexiko und speziell die Kalifornier um 1845 die stark anwachsende amerikanische Einwanderung als bedrohlich empfanden, versuchte die kalifornische Territorialregierung am 11. November 1845 Sutter seine Kolonie Neu-Helvetien abzukaufen. Damit sollte die Kontrolle über die Schlüsselstellung erlangt und die Einwanderung eingedämmt werden. Sutter sah sich in der Rolle des Beschützers seiner Siedler und lehnte ab, was er später nach eigener Aussage bereute.

### Im Trubel der politischen Ereignisse
Nachdem Mexiko mehrfach Kaufangebote der Vereinigten Staaten für Kalifornien abgelehnt hatte und 1845 die Staaten die Republik Texas annektiert hatten, wurde allgemein ein Krieg erwartet. Die spanischstämmigen Kalifornier versuchten mit der Junta von Monterey ein unabhängiges Kalifornien zu gründen und sich aus dem bevorstehenden Krieg zwischen den USA und Mexiko herauszuhalten. Am 13. Mai 1846 brach der Mexikanisch-Amerikanische Krieg aus. In Sonoma wurde am 14. Juni 1846 von amerikanischen Siedlern die Republik Kalifornien ausgerufen. Mitte Juni 1846 hielt sich Frémonts Freikorps in Neu-Helvetien auf und ließ nach seinem Abzug eine kleine Besatzung im Fort. Im Juli besiegte deren Freikorps unter Frémont die Truppen der Junta von Monterey. Am 11. Juli 1846 wurde die amerikanische Flagge in Fort Sutter gehisst. Am 24. Mai 1847 rückte dann eine halbe Kompanie des New Yorker Freiwilligen Regiments in Sutter's Fort ein und Sutter gab erst jetzt das Kommando über das Fort ab.

### Der Niedergang

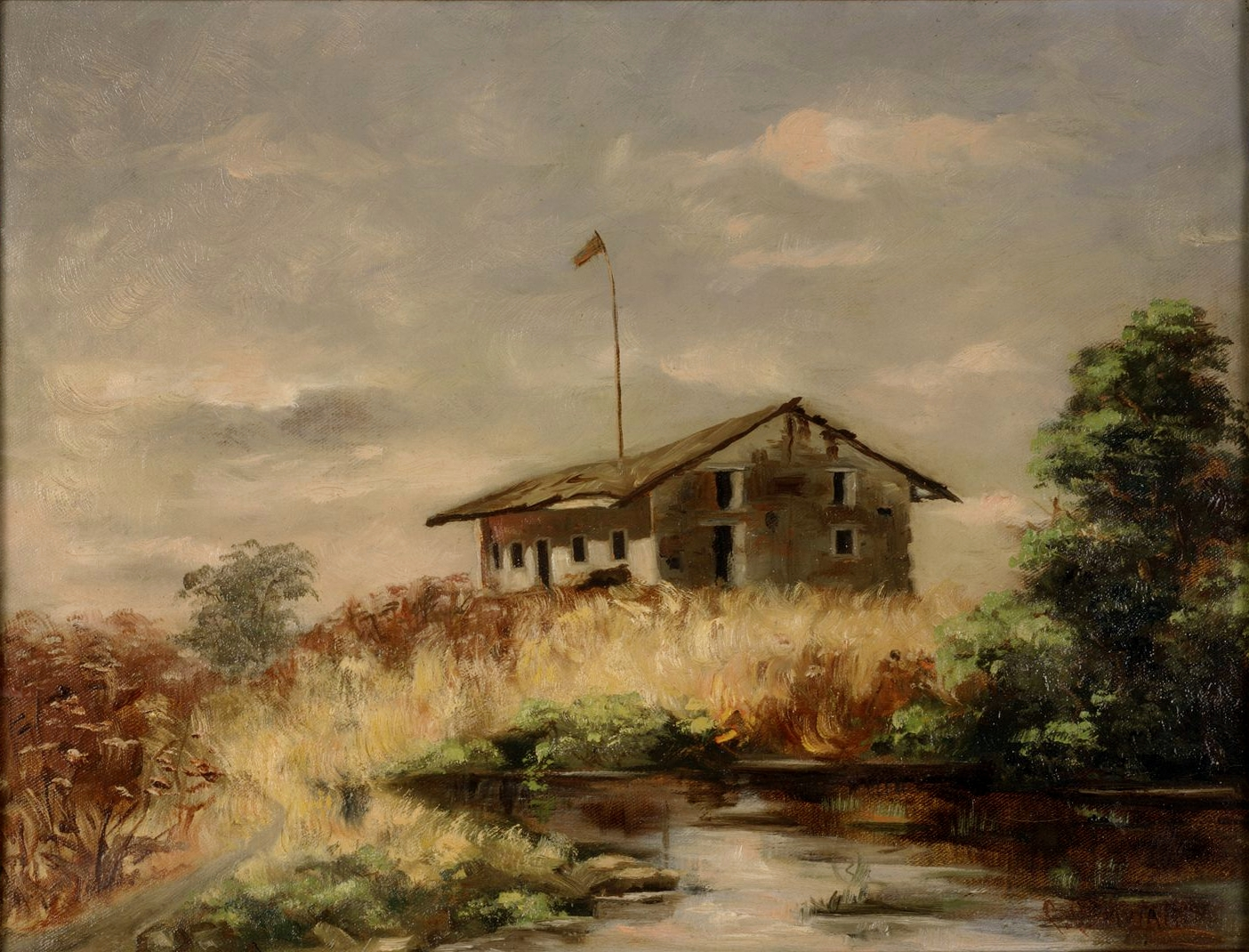
Das verfallene Haupthaus des Forts

Am 24. Januar 1848 fand James W. Marshall bei Sutter’s Mill Gold und löste damit den Kalifornischen Goldrausch aus. Sutter klagte, dass er enorme finanzielle Verluste erlitt, weil mangels Mitarbeitern – nahezu alle waren auf Goldsuche – seine Ernte nicht eingebracht wurde und in seinen Werkstätten die halbfertigen Produkte verdarben. Andererseits konnte er seine Liegenschaften zu Höchstpreisen vermieten. Im Hauptgebäude des Forts wurde ein Hotel eröffnet, das ihm eine monatliche Miete von 500 Dollar einbrachte.
Als die Russisch-Amerikanische Kompagnie in dieser Situation von Sutter die Restschuld aus dem Kauf von Fort Ross einforderte, kam Sutter in Schwierigkeiten. Er übertrug im Oktober 1848 seinem Sohn, Johann August jr. Handlungsvollmacht. Sutter jr. verkaufte die Grundstücke um das Fort und legte damit den Grundstein für die Stadt Sacramento. Peter Burnett, der spätere Gouverneur von Kalifornien, war dabei als Sutters Agent tätig. Im März 1849 vermietete Sutter das ganze Fort. Bereits 1855 war das Fort in einem sehr schlechten, ungepflegten Zustand und um 1865 war es bis auf das Hauptgebäude völlig zerfallen.

### State historic park

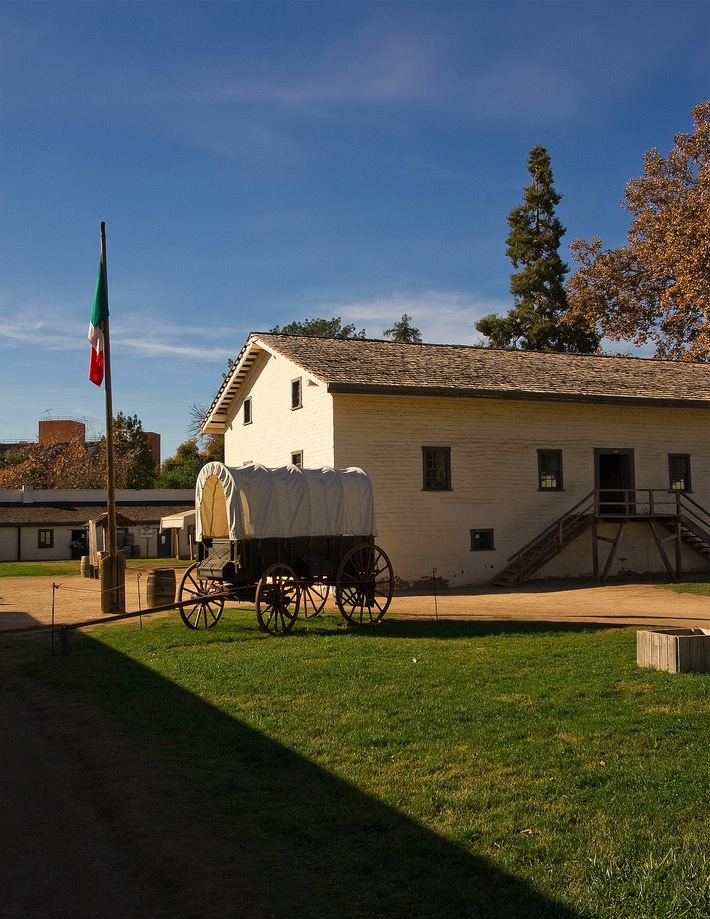
Sutter's Fort - State historic park

1891 kauften die Native Sons of the Golden West – ein Verein zur Pflege des historischen Erbes – die verfallene Liegenschaft. Die für den Kauf benötigten 20 000 Dollar wurden durch Spenden aufgebracht, wobei die Familie des Eisenbahnpioniers Charles Crocker allein 15 000 Dollar spendete.
Mit Mitteln des Staates Kalifornien und zahlreichen Privatspenden wurde das Fort bis April 1893 weitgehend restauriert und am 26. April 1893 fand eine große Einweihungsfeier statt und der kalifornische Staat übernahm das Geschenk von den Native Sons of the Golden West. Das kalifornische Parlament bewilligte vor der Schenkung die Mittel für den Wiederaufbau und den Unterhalt des Forts.
Das Museum machte mehrere Entwicklungsstufen durch, wobei es sich zunehmend von einem allgemeinen Pioniermuseum mit Ausstellungsstücken des 19. Jahrhunderts zu einem speziellen Museum zur Darstellung der Zeit der Besiedelung durch Sutter entwickelte. Seit 1947 kümmert sich das California Department of Parks and Recreation um den Unterhalt. Unter dessen Regie erfolgte eine Re-Rekonstruktion des Forts. Grundlage hierfür war ein Grundriss der 1848 in einer Broschüre von Heinrich Künzel in Darmstadt veröffentlicht wurde.
Der State historic park zeigt das tägliche Leben der kalifornischen Pioniere von 1840 und hat als Zielgruppe insbesondere auch die Schüler. Heute kann das Fort auch für Hochzeiten und andere Anlässe gemietet werden.
In Folge der Black Lives Matter Bewegung begann 2020 auch eine Diskussion über die Darstellung der Geschichte der Kolonisierung Kaliforniens. Es wird in Zusammenarbeit mit Vertretern der Ureinwohner eine neue Präsentation von Sutter's Fort ausgearbeitet.
Der State Park hat jährlich etwa 100 000 Besucher und kann mit den Eintrittsgeldern etwa 14 % der 1,7 Millionen Dollar an direkten Betriebskosten decken.